# Mary Ann McCall
Mary Ann McCall (Marie Miller) née le 4 mai 1919 à Philadelphie, morte le 14 décembre 1994 à Los Angeles est une chanteuse de jazz américaine.

## Carrière
Elle fait ses débuts dans sa ville natale comme chanteuse et danseuse puis est engagée par Tommy Dorsey en 1938, Woody Herman en 1939, Charlie Barnet en 1939 et 1944. Elle chante avec l'orchestre de Tommy Reynolds (de) en 1941. Elle se produit en Californie avec les orchestres de Lew Gray (1945), Art Kassel (de) (1946) puis rejoint l'orchestre de Woody Herman de 1946 à 1949. En 1949 elle remporte la palme de la meilleure chanteuse avec orchestre pour la revue Downbeat. Dans les années 1950 elle chante avec l'orchestre d'Ernie Wilkins, avec Charlie Ventura en 1954, puis jusqu'en 1958 chante dans des clubs autour de Détroit. Elle ne travaille plus quelques années, fait un come-back en 1967 avant d'abandonner le métier à la fin des années 1970. Elle participe en 1987 à un concert-hommage à Woody Herman.

## Discographie
Mary Ann McCall you're mine, you 1939-1950 Hep Records

## Source
Philippe Carles, Jean-Louis Comolli et André Clergeat, Dictionnaire du jazz, Paris, Robert Laffont, coll. « Bouquins », 1988 (ISBN 978-2-221-04516-9), p. 629